# Verwaltungsgemeinschaft Bad Birnbach
Die Verwaltungsgemeinschaft Bad Birnbach liegt im niederbayerischen Landkreis Rottal-Inn und wird von folgenden Gemeinden gebildet:
1. Bayerbach, 1670 Einwohner, 19,43 km²
2. Bad Birnbach, Markt, 5825 Einwohner, 68,83 km²

Sitz der Verwaltungsgemeinschaft ist Bad Birnbach.